# Rumba caliente
Rumba caliente es una película de comedia musical mexicana de 1952, dirigida por Gilberto Martínez Solares y protagonizada por Adalberto Martínez "Resortes", Lilia Prado, Gloria Mestre y Rosa de Castilla. Ésta fue la última parte de una trilogía de películas musicales protagonizadas por Resortes con temática del baile, precedida por Al son del mambo (1950) y Baile mi rey (1951).

## Argumento
Ticha Mendoza (Lilia Prado) es una joven que vende cigarros y dulces en el teatro donde triunfa la vedette Lily del Mar (Gloria Mestre) y del que es barrendero Resortes (Adalberto Martínez "Resortes"). Don Ramón (Óscar Pulido), cuidador del teatro, alienta a Resortes y a Ticha a que formen una pareja de baile. Resortes y Ticha entran a trabajar a un cabaret. Ambos deben salir corriendo del lugar porque el dueño se mete con ella. Ticha sustituye a la vedette con gran éxito. Resortes es despedido y ella se va de gira a La Habana. Con ayuda de Don Ramón, Resortes se reconcilia con Ticha, quien ha regresado, y ambos se declaran su amor.

## Reparto
- Adalberto Martínez como Resortes
- Lilia Prado como Ticha Mendoza
- Gloria Mestre como Lily del Mar
- Óscar Pulido como Don Ramón "Monchito"
- Isolina Carrillo como Isolina
- Pascual García Peña como León Manzo
- Manuel Trejo Morales como Gerardo
- Federico Curiel
- Hernán Vera como Don Manuel, dueño de cabaret
- Georgina González como Fichera que acompaña a Resortes
- Raquel Muñoz
- Emilio Garibay como Fulgencio Sotelo
- Pepe Ruiz Vélez comom Anunciador
- Lucrecia Muñoz como Ojitos, bailarina
- Giovanni Rodríguez
- Bertha Lehar como Rosaura Rodríguez
- Javier de la Parra como Locutor de radio
- Elena Luquín como Bailarina
- Rosa de Castilla como Rosita
- Daniel Arroyo como Invitado a fiesta
- Stephen Berne como Espectador de teatro
- Victorio Blanco como Espectador
- Rodolfo Calvo como Invitado a fiesta
- Jorge Chesterking como Francisco Ross
- José Luis Fernández como Cliente de cabaret
- Rogelio Fernández como Empleado de teatro
- Leonor Gómez como Puestera
- Ana María Hernández como Invitada a fiesta
- Héctor Mateos commo Invitado a fiesta
- Ángel Merino como Espectador
- Luis Mussot hijo como Empleado joven de teatro
- Diana Ochoa como Fichera que acompaña a Monchi
- Óscar Ortiz de Pinedo como Don Fernando

## Comentarios
Cinta protagonizada por la actriz mexicana Lilia Prado. Prado comenzó su carrera como rumbera en el teatro antes de incursionar en el cine. Rumba caliente es la única cinta genuina del género del cine de rumberas protagonizada por Prado. La actriz habló de la cinta en una entrevista concedida en 1984: «Me encanta esa película, pero el rodaje no fue tan agradable. Mi co-protagonista, Resortes, era ya una estrella y tenía más diálogo que yo. Además era un cómico, acostumbrado a improvisar, lo que para mí era imposible. Pero la película fue un gran éxito. Emilio García Riera, el historiador más importante del cine mexicano, decía que Rumba caliente era la mejor película en el género cabaretero».